# أوستين ودبيري
أوستين ودبيري (بالإنجليزية: Austin Woodbury)‏ هو فيلسوف أسترالي، ولد في 1899، وتوفي في 1979.